# Roy Budd
Roy Budd (Londen, 14 maart 1947 - aldaar, 7 augustus 1993) was een Britse jazzpianist en componist van filmmuziek.

## Biografie
Budd begon al op jongere leeftijd piano te spelen. Hij werd in de vroege jaren in het bijzonder beïnvloed door Oscar Peterson, met wiens stijl hij steeds verbonden bleef. Budd leidde zijn eerste trio op 17-jarige leeftijd. Hij werd begeleid door Peter McGirk (bas) en Trevor Tomkins (drums). Na beëindiging van zijn schooltijd speelde Budd vervolgens solo, daarna formeerde hij een nieuw trio met Jeff Clyne (bas) – later vervangen door Pete Morgan – en Chris Karan (drums). In Duitsland kende men zijn werken ook uit verschillende tv-shows met zijn eerste echtgenote Caterina Valente, die enkele van zijn composities zong.
In 1970 componeerde hij de filmmuziek voor de western Soldier Blue. Hij schreef meer dan 50 soundtracks voor films. Zijn grootste successen waren Get Carter, Sindbad and the Eye of the Tiger, Mama Dracula en The Carey Treatment. De in 1993 uitgebrachte nieuwe compositie voor de stomme film-klassieker The Phantom of the Opera van Lon Chaney sr. was een van zijn laatste werken.
In 2005 bracht het soundtrack-label Film Score Monthly zijn volledige soundtrack voor The Carey Treatment opnieuw uit, samen met de soundtracks voor Coma van Jerry Goldsmith en Westworld van Fred Karlin in een gelimiteerde oplage op twee cd's.

## Overlijden
Budd overleed op 7 augustus 1993 op 46-jarige leeftijd aan de gevolgen van een beroerte.

## Filmografie
- 1970: Soldier Blue
- 1971: Zeppelin
- 1971: Catlow
- 1971: Get Carter
- 1971: Kidnapped
- 1974: The Black Windmill
- 1974: The Marseille Contract
- 1974: Paper Tiger
- 1977: Welcome to Blood City
- 1977: Sinbad and the Eye of the Tiger
- 1978: The Wild Geese
- 1980: The Sea Wolves
- 1982: Who Dares Wins
- 1985: Wild Geese II
- 1987: Le Big Bang